# 毛褐蛇鰻
毛褐蛇鰻為輻鰭魚綱鰻鱺目糯鰻亞目蛇鰻科的其中一種，分布於中西太平洋帝汶島的南部海域，體長可達23.7公分，棲息在底層水域，屬肉食性。

## 擴展閱讀
維基物種上的相關：毛褐蛇鰻